# Neoscona utahana
Neoscona utahana là một loài nhện trong họ Araneidae.
Loài này thuộc chi Neoscona. Neoscona utahana được Ralph Vary Chamberlin miêu tả năm 1919.